# NRJ Live Sessions: Duffy
NRJ Live Sessions: Duffy è il sesto EP della cantante inglese Duffy. 

## Tracce
1. Mercy (NRJ Live Session)
2. Keeping My Baby (NRJ Live Session)
3. Warwick Avenue (NRJ Live Session)
4. My Boy (NRJ Live Session)
5. Well, Well, Well (NRJ Live Session)